# Liniparhomaloptera obtusirostris
Liniparhomaloptera obtusirostris är en fiskart som beskrevs av Zheng och Chen, 1980. Liniparhomaloptera obtusirostris ingår i släktet Liniparhomaloptera och familjen grönlingsfiskar. Inga underarter finns listade i Catalogue of Life.